# Lijst van voetbalinterlands Cuba - Grenada
Deze lijst van voetbalinterlands is een overzicht van alle officiële voetbalwedstrijden tussen de nationale teams van Cuba en Grenada. De landen speelden tot op heden vijf keer tegen elkaar. De eerste ontmoeting, een vriendschappelijke wedstrijd, werd gespeeld in Havana op 20 mei 2004. Het laatste duel, een kwalificatiewedstrijd voor de CONCACAF Nations League 2019/20, vond plaats op 12 oktober 2018 in Saint George's.

## Wedstrijden
| № | Plaats         | Datum            | Competitie                                   | Wedstrijd      | Uitslag |
| - | -------------- | ---------------- | -------------------------------------------- | -------------- | ------- |
| 1 | Havana         | 20 mei 2004      | Vriendschappelijk                            | Cuba – Grenada | 2 – 2   |
| 2 | Kingston       | 11 december 2008 | Caribbean Cup 2008                           | Cuba − Grenada | 2 − 2   |
| 3 | Fort-de-France | 30 november 2010 | Caribbean Cup 2010                           | Cuba − Grenada | 0 − 0   |
| 4 | Fort-de-France | 5 december 2010  | Caribbean Cup 2010                           | Cuba − Grenada | 1 − 0   |
| 5 | Saint George's | 12 oktober 2018  | CONCACAF Nations League 2019/20 kwalificatie | Grenada − Cuba | 0 − 2   |

## Samenvatting
| Competitie                           | Totaal gespeeld | Winst Cuba | Gelijk | Winst Grenada | Doelsaldo Cuba – Grenada |
| ------------------------------------ | --------------- | ---------- | ------ | ------------- | ------------------------ |
| CONCACAF Nations League-kwalificatie | 1               | 1          | 0      | 0             | 2 − 0                    |
| Caribbean Cup                        | 3               | 1          | 2      | 0             | 3 − 2                    |
| Vriendschappelijk                    | 1               | 0          | 1      | 0             | 2 − 2                    |
| Totaal                               | 5               | 2          | 3      | 0             | 7 − 4                    |

Wedstrijden bepaald door strafschoppen worden, in lijn met de FIFA, als een gelijkspel gerekend.
AFC · A-internationals · Bondscoaches · Cubaans vrouwenelftal · Cuba U21 · Cuba U20 · Cuba U19 · Cuba U18 · Cuba U17
1920 – 1949 ·
1950 – 1969 ·
1970 – 1979 ·
1980 – 1989 ·
1990 – 1999 ·
2000 – 2009 ·
2010 – 2019 ·
2020 − 2029
WK 1938
OS 1976 ·
OS 1980
Albanië ·
Algerije ·
Angola ·
Antigua en Barbuda ·
Aruba ·
Bahama's ·
Barbados ·
Belize ·
Bermuda ·
Bolivia ·
Britse Maagdeneilanden ·
Bulgarije ·
Canada ·
Chili ·
China ·
Colombia ·
Costa Rica ·
Curaçao ·
DDR ·
Dominica ·
Dominicaanse Republiek ·
Ecuador ·
El Salvador ·
Ghana ·
Grenada ·
Guatemala ·
Guyana ·
Haïti ·
Honduras ·
Indonesië ·
Jamaica ·
Kaaimaneilanden ·
Kameroen ·
Mexico ·
Nicaragua ·
Nederlandse Antillen ·
Panama ·
Puerto Rico ·
Roemenië ·
Saint Kitts en Nevis ·
Saint Lucia ·
Saint Vincent en de Grenadines ·
Suriname ·
Trinidad en Tobago ·
Turks en Caicoseilanden ·
Uruguay ·
Venezuela ·
Verenigde Staten ·
Zuid-Korea ·
Zweden
GFA · A-internationals · Bondscoaches · Statistieken · Grenediaans vrouwenelftal · Olympisch elftal
1978 – 1989 · 
1990 – 1999 · 
2000 – 2009 · 
2010 – 2019 ·
2020 − 2029
CGC 2009 · 
CGC 2011 ·
CGC 2021
Amerikaanse Maagdeneilanden ·
Andorra ·
Anguilla ·
Antigua en Barbuda ·
Aruba ·
Barbados ·
Belize ·
Bermuda ·
Britse Maagdeneilanden ·
Costa Rica ·
Cuba ·
Curaçao ·
Dominica ·
El Salvador ·
Gibraltar ·
Guatemala ·
Guyana ·
Haïti ·
Honduras ·
Jamaica ·
Kaaimaneilanden ·
Montserrat ·
Nederlandse Antillen ·
Noorwegen ·
Panama ·
Puerto Rico ·
Qatar ·
Rusland ·
Saint Kitts en Nevis ·
Saint Lucia ·
Saint Vincent en de Grenadines ·
Suriname ·
Taiwan ·
Trinidad en Tobago ·
Verenigde Staten